# Tracció al darrere

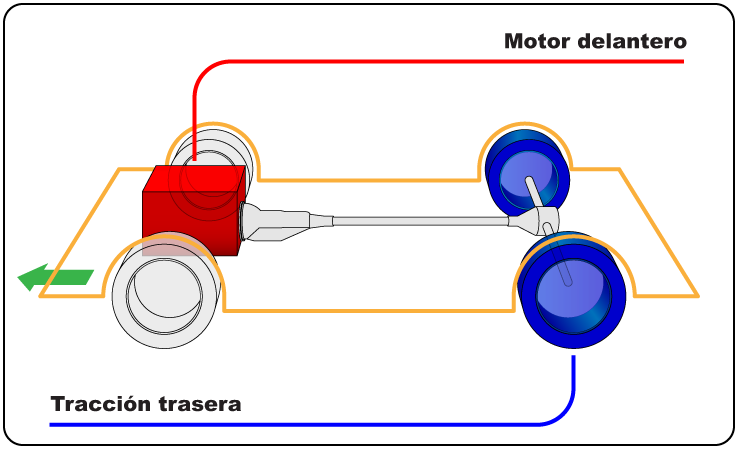
Motor davanter/Tracció posterior

La tracció posterior (realment anomenada propulsió d'empènyer) (abreviació en anglès RWD, de  Rear-Wheel Drive) és un sistema en què el moviment del motor es transmet només a les rodes del darrere.

## Història
Tradicionalment va ser el primer sistema emprat en els vehicles autopropulsats de més de dues rodes, especialment per la necessitat de fer orientables les rodes davanteres per a la direcció. Durant dècades es va emprar en tots els automòbils i camions. En els primers només roman en vehicles d'altes prestacions i potència (vegeu vehicles de competició Fórmula 1 per exemple). En els segons és la configuració bàsica a partir d'un cert tonatge. Aquest tipus de tracció és usat en pràcticament la totalitat de motocicletes. La majoria de vehicles a propulsió té un motor muntat longitudinalment en la part davantera d'aquest, transmetent el moviment del motor als eixos posteriors a través d'una transmissió cardan i un diferencial.

## Avantatges
Millor transmissió del parell motor a les rodes en fase de franca acceleració, pel repartiment de pesos aparent generat per les forces d'inèrcia en accelerar. Millor repartiment de pesos que permet situar el centre de gravetat el més a prop possible del centre de les 4 rodes.

## Desavantatges
Major cost constructiu - Menys espai disponible en habitacle - Major facilitat a perdre tracció en corba (vehicles molt potents) per la component centrífuga de les forces sobre el pneumàtic.

## Posicionament del motor amb tracció posterior

### Motor davanter
Tradicionalment, la propulsió de tracció del darrere s'ha emprat en la majoria d'automòbils, encara que la seva utilització des dels anys 80 ha anat decaient a favor de l'tracció davantera de tirar, arrossegar o jalar, ja que aquesta comporta un cost de producció menor, allibera molt espai en l'habitacle, permet baixar l'altura total del vehicle, ia més és més segura per als conductors mitjans, i és més efectiva en superfícies lliscants però l'adherència és inferior sobretot en acceleracions i pujada de rampes.
Vehicles d'alta gamma com Porsche, BMW, Mercedes-Benz i esportius segueixen utilitzant la plataforma de propulsió posterior. La tracció posterior amb motor davanter va ser estàndard en la majoria dels cotxes pre-Segona Guerra Mundial.
 Motor davanter/Tracció posterior: 
- BMW: Sèrie 1, Sèrie 3, Sèrie 5, Sèrie 6, Sèrie 7, Z4
- Chrysler: Dodge Charger, Chrysler 300C/Dodge Magnum, Dodge Challenger
- Ford: Falcon (Austràlia), Mustang
- Infiniti: G - Primera i segona generació, M - Primera i segona generació
- Jaguar: XF, XJ, XK, S-Type, Jaguar XKR
- Lexus: IS, GS, SC
- Maserati Coupé/Spyder
- Mercedes-Benz: Classe C, Classe CL, Classe CLC, Classe CLK, Classe CLS, Classe E, Classe S, Classe SL, Classe SLK
- GM: Cadillac CTS, Chevrolet Corvette, Holden Commodore/Pontiac G8, Pontiac Solstice

 Motor longitudinal central-davanter/Tracció posterior: 
- Mercedes-Benz SLR McLaren
- Maserati Quattroporte
- BMW Z4
- Chevrolet Corvette - Quarta a sisena generació
- Infiniti: G - Tercera generació d'ara, M - Tercera generació en edelante
- Honda S2000
- Mazda MX-5
- McLaren F1
- El Nissan GT-R utilitza un derivat de la plataforma de FMR conegut com a  plataforma Nissan PM , amb transmissió/transeje en l'eix posterior i tracció en totes les rodes

### Motor darrere

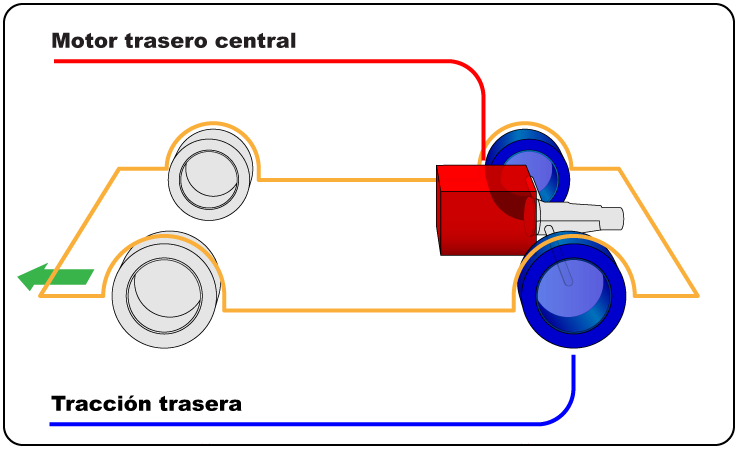
motor central-posterior/Tracció posterior

Alguns vehicles posseeixen aquest tipus de tracció posterior mitjançant un motor posterior, en alguns casos, en orientació transversal, similar al de tracció davantera, i en altres longitudinal, on al motor està situat per darrere de l'eix posterior. Si el motor se situa per davant de l'eix posterior, aquesta configuració es defineix com motor central. 

 Els seus principals avantatges:
- Redueix els sorolls i la calor del motor
- Es poden adoptar línies més aerodinàmiques

No obstant això, vet aquí els seus inconvenients:
- Redueix l'adherència a les rodes davanteres en pendents molt costeruts
- Es dificulta la refrigeració del motor.
- Augmenta gran manera el sobreviratge

Per aquest motiu, aquest sistema només pot ser implementat en vehicles proveïts de turbines (generalment alguns vehicles de carreres) o bé vehicles petits de poca cilindrada el motor pugui ser refrigerat per aire. No obstant això, alguns cotxes tenen aquest sistema, per exemple el Mercedes-Benz O 302, tot i que en aquest cas també el motor és refrigerat per aire.
 Motor darrere/Tracció posterior: 
- Chevrolet Corvair
- Fiat: 500, 600, 850, 126, 133
- Renault: Dauphine, 4CV, 8, 10, Caravelle, Spider
- Renault Alpine
- Simca 1000
- Isetta
- Smart Fortwo, Smart Roadster
- DMC DeLorean
- Porsche 356, 911, 959
- Tatra T603
- Volkswagen: Tipus 1, tipus 3, Karmann Ghia, Brasília, Combi, Safari

 Motor central-posterior/Tracció posterior: 
- Porsche 914
- Porsche Boxster
- Matra Bagheera

 Motor transversal central-posterior/Tracció posterior: 
- Fiat X1/9
- Pontiac Piero
- Toyota MR2
- Lotus Evora